# Grand Naniloa Hotel
El Grand Naniloa Hotel es un hotel en Hilo, Hawái, en el lado este de la Isla Grande. Es el hotel más grande en el estado de la segunda ciudad más grande de Hawái y tiene la historia más larga como hotel en la isla de Hawái.

## Historia
Abrió sus puertas en 1939, en la península de Waiakea, una pequeña península que se adentra en la bahía de Hilo. Está ubicado en Banyan Drive, que se desarrolló a principios de la década de 1930 y está bordeado de grandes árboles banianos hawaianos. El parque y los jardines de Liliuokalani se encuentran a poca distancia a pie.
En 1946, Hilo fue devastado por el tsunami asociado con el terremoto de las Islas Aleutianas de 1946 y otros, pero la ciudad y el hotel se recuperaron.
Actualmente, consta de tres torres, que llevan el nombre de los volcanes de la Isla Grande: Mauna Kea, Mauna Loa y Kilauea.
La dirección y la propiedad del hotel han cambiado varias veces. Originalmente era propiedad de una empresa local. En 2013, Aqua-Aston Hotels and Resorts of Honolulu inició su gestión, mientras que Tower Development se convirtió en propietario.
En 2016, Hilton Hotels & Resorts completó una renovación de tres años del hotel y ahora opera como un hotel Hilton DoubleTree. Fue una renovación de $30 millones.
En 2016, fue incluido en el Registro Nacional de Hoteles Históricos de América.

## Hula
El hotel tiene una asociación con el baile hula. Es un anfitrión del festival anual Merrie Monarch de Hilo, que comenzó en 1963, y ahora es un evento de una semana con tres días de competencia de hula. El Hula Halau Ke 'Olu Makani 'O Mauna Loa, un halau hula, practica regularmente en los terrenos del hotel.
Frommer's resume que el hotel "se ha declarado a sí mismo 'el hogar del hula'. Las imágenes de bailarines de hula de la renombrada fotógrafa Kim Taylor Reese cuelgan prácticamente en todas las paredes, el video de alta definición de la competencia de hula Merrie Monarch se reproduce en el nuevo vestíbulo al aire libre, con una barra central. El restaurante junto a la piscina Hula Hulas ofrece platos de origen local, música en vivo y hula".

## Otro
El hotel cuenta con un campo de golf de nueve hoyos, el único en Hilo. El hotel tiene una pequeña piscina y se encuentra directamente en Hilo Bay, pero los huéspedes deben conducir una o dos millas desde Banyan Drive hasta Kalanianaole Avenue para encontrar playas de arena .
Al igual que otros negocios en la bahía, el Grand Naniloa Hotel no es propietario del terreno en el que se encuentra el hotel, ni de su campo de golf, sino que lo alquila al Departamento de Tierras y Recursos Naturales de Hawái. El arrendamiento se asumió en la compra de la propiedad en 2013 cuando al arrendamiento le quedaban 58 años y requería pagos de $500,000 por año.